# Ґомаро
Ґомаро (груз. გომარო) — село в Грузії.
За даними перепису населення 2014 року в селі проживає 406 осіб.